# Justinus Pedro Johannes Gewin
Justinus Pedro Johannes Gewin (* 18. September 1880 in Delden; † 4 Mai 1965 in ’s-Gravenhage) war ein Jurist, Genealoge und amtierender Sekretär des Hoge Raad van Adel.

## Leben
Gewin wurde in das Patriziergeschlecht Gewin als Sohn als Sohn des Stadtrats Marinus Gewin (1839–1911) und seiner zweiten Frau Berendina Antonia Mellink (1843–1918) geboren. Er heiratete Imène Abrahamine Eliza Storm de Grave (1897–1966). Aus der Ehe gingen keine Kinder hervor.
Nach seinem Jurastudium arbeitete er als Anwalt. 1942 wurde Gewin zum amtierenden Sekretär des Hoge Raad van Adel, ein niederländisches Gericht für Adelsangelegenheiten, ernannt. Seine Nachfolgerin im Amt wurde 1945 Jeanne Henriette Gertrude Landré.
Im Ruhestand forschte und veröffentlichte Gewin hauptsächlich über mittelalterliche Geschichte und mittelalterliche Genealogie.

## Bibliografie
- Stammtafeln eines noch blühenden bayerischen Dynastengeschlechtes aus der Zeit der Karolinger. ’s-Gravenhage, 1942 [Genealogie van het geslacht Gewin].
- Blüte und Niedergang hochadeliger Geschlechter im Mittelalter : eine bis in die Karolingerzeit zurückgreifende geschichtliche Darstellung. ’s-Gravenhage, 1955.
- Herkunft und Geschichte führender bayerisch-österreichischer Geschlechter im Hochmittelalter. ’s-Gravenhage, 1957.
- Genealogie en naamgeving in de Middeleeuwen. Lezingen gehouden voor de Naamkunde-Commissie der Koninklijke Nederlandse Akademie van Wetenschappen op 2 april 1960. Amsterdam, 1961 [mit Johanna Maria van Winter].
- Genealogie en naamgeving in de Middeleeuwen. Leuven [etc.], 1961 [mit Johanna Maria van Winter].
- Die Herkunft der Grafen Van Limburg Stirum. Die Pfalzgrafen von Lothringen, die Grafen von Berg und ihre Progenitur bis zum Anfang des 13. Jahrhunderts. Assen [etc.], 1962.
- Die Verwandtschaften und politischen Beziehungen zwischen den westeuropäischen Fürstenhäusern im Frühmittelalter. ’s-Gravenhage, 1964.